# クロリン
クロリン（英: chlorin）は、大員環化合物の複素環式芳香族炭化水素である。核は、3つのピロールと1つのピロリンが4つのメチン基で繋がった構造を持つ。クロリンは大きな芳香環であるが、ポルフィリンとは異なり、環の外周全体でみると芳香族性をもたない。
マグネシウムを含むクロリンは、クロロフィルと呼ばれ、葉緑体の中心となる光感受性色素である。
大員環の構造となる2つのピロールと2つのピロリンでできた関連化合物は、バクテリオクロリン及びイソバクテリオクロリンと呼ばれる。
その光感受性のため、クロリンは、光線力学療法の感光剤として用いられる。

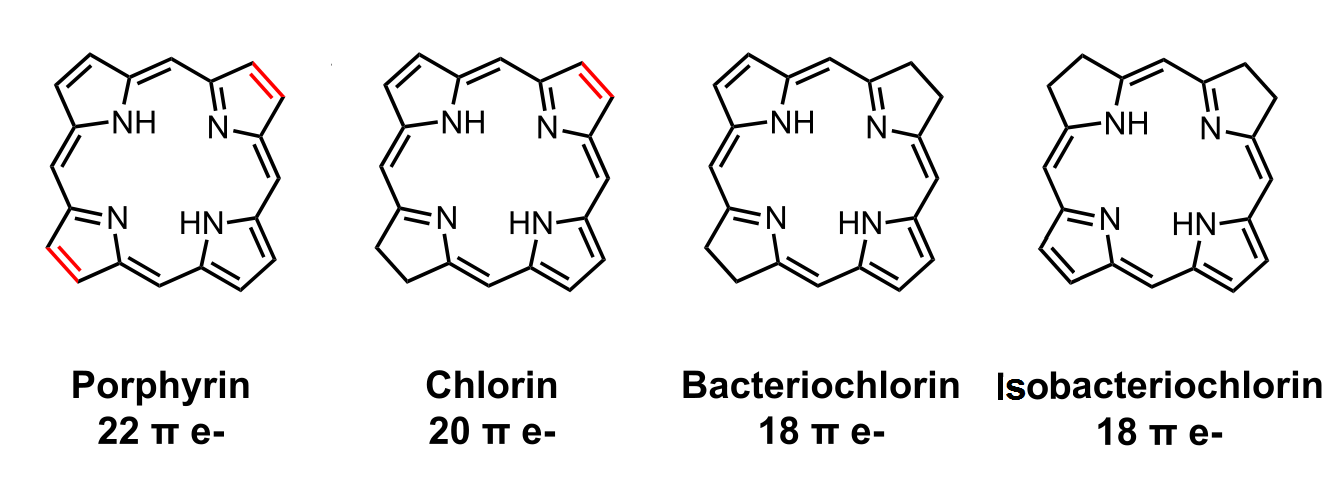
ポルフィリン、クロリン、バクテリオクロリン、イソバクテリオクロリンの構造の比較。2つのバクテリオクロリン異性体の間では、二重結合の位置が異なっている。大員環中では二重結合ごとにπ電子が2個ずつある。